# 俄斐鎮區 (北卡羅萊納州蒙哥馬利縣)
俄斐鎮區（英語：Ophir Township）是位於美國北卡羅萊納州蒙哥馬利縣的一個鎮區。

## 地方資料
俄斐鎮區的面積為166.44平方千米，皆為陸地。根據2020年美國人口普查的數據，當地共有人口638人，而人口密度為每平方千米3.83人。